# Promise (песня Коми Хиросэ)
«promise» — песня японской певицы Коми Хиросэ, выпущенная 27 ноября 1997 года в качестве сингла с её седьмого студийного альбома Rhapsody. Является вторым самым успешным синглом Хиросэ после «Romance no Kamisama». «promise» использовалась во время зимней рекламной кампании Alpen 1998 года.

## Интернет-мем
Песня обрела большую популярность в Интернете благодаря её использованию в меме «Get Down» (яп. ゲッダン гэддан) на Nico Nico Douga и затем на YouTube, который изначально представлял собой кадры из игры GoldenEye 007 в сопровождении песни. В свою очередь, Хиросэ стала называть свою песню «Geddan» после возрождения популярности мема.

## Успех
«promise» попала в чарт Oricon, сначала заняв 14-е место с 32 000 проданных копий. Во вторую неделю она достигла 13-го места, продажи составили 34 000 копий. В третью неделю песня заняла 12-е место с 42 000 проданных копий. На четвёртой неделе она достигла 4-го места, продажи составили 69 000 копий. Песня оставалась в десятке хит-парада следующие четыре недели, и продажи составили 244 000 копий. Всего в черте сингл находился шестнадцать недель, за это время было продано 542 000 копий. Он занял 10-е место в месячном чарте за январь 1998 года и 45-е место в годовом чарте за весь 1998 год.

## Список композиций
1. «promise» — 4:41
2. «chocolate» — 5:03
3. «promise» (караоке-версия) — 4:41

## Чарты и сертификации
| Чарт (1997—1998)      | Высшая позиция |
| --------------------- | -------------- |
| Недельный чарт Oricon | 4              |
| Месячный чарт Oricon  | 10             |
| Годовой чарт Oricon   | 45             |

| Страна | Сертификация | Продажи                    |
| ------ | ------------ | -------------------------- |
| Япония | Платиновый   | 542 000                    |
| Япония | Золотой      | 100 000 (цифровое издание) |